# Тімукуа
Тімукуа або тімуква (англ. Timucua) — корінний народ Північної Америки, що жив на півночі півострова Флорида. Його територія простягалася від півночі сучасного штату Флорида до півдня Джорджії. Різні племена тімукуа розмовляли мовою тімукуа, близькою до мускозьких мов.

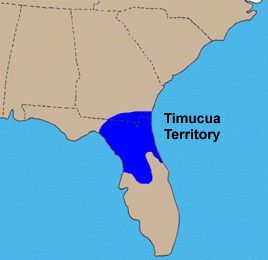
Територія, що була заселена тімукуа

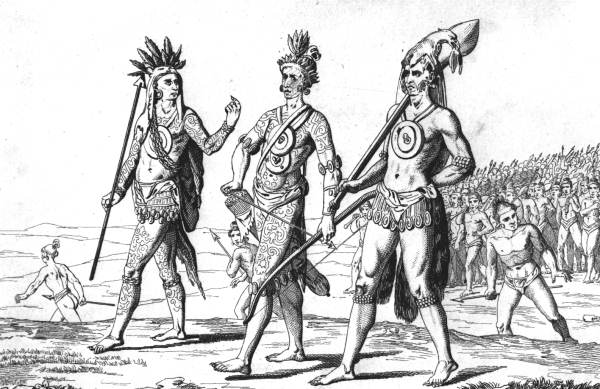
Воїни тімукуа зі зброєю і татуюваннями. Малюнок Жака Ле-Муана, 1562 рік

Назва «тімукуа» спочатку було у вжитку в племені сатуріва поблизу сучасного Джексонвіля. Ним позначали людей, що живуть на північ від річки Санта-Фе. Ця назва була перейнята іспанськими місіонерами, що діяли у Флориді.
Під час перших контактів з європейцями населення тімукуа становило, за різними оцінками, від 50 до 200 тисяч осіб і було розділене щонайменше на 35 родових кланів. Незважаючи на різні родові союзи, тімукуа ніколи не утворювали спільну політичну одиницю. До 1700 року чисельність племені скоротилася до 1000 осіб. Війна з англійськими колоністами та іншими індіанцями, а також работоргівля, призвели до зникнення народу наприкінці 18 століття.
Тімукуа вели осілий спосіб життя і жили в круглих хатинах, покритих пальмовим листям. Вони займалися полюванням, риболовлею і збиранням диких рослин. На воді вони користувалися човнами. Померлих ховали в землі. У чоловіків по всьому тілу були татуювання. Поселення тімукуа були огороджені міцним частоколом, а в кожному поселенні був центральний будинок, в якому проводилися племінні церемонії. Були поширені канібалізм і полігамія.